# 詹姆士·梅遜
詹姆斯·梅森（英語：James Mason，1909年5月15日—1984年7月27日）出生於英國約克郡，剑桥大学建筑系毕业。好萊塢著名影星，常扮演优雅反派角色，以《第七层面纱》打开国际知名度，作为演技派成功演绎过多类形象，二战后曾连续三年登顶英国电影票房冠军，共出演过100多部電影。
代表作有《洛丽塔》（1962），《西北偏北》（1959），《星海浮沉錄》（A Star Is Born，1954），Georgy Girl（1967），《虎胆忠魂》（Odd Man Out ，1947）等
曾以《星海浮沉錄》贏得金球獎最佳音樂及喜劇類電影男主角，亦三度入圍奧斯卡金像獎。

## 出身
- 家境富裕，因常到家裡投資戲院看戲看到偶爾演戲。
- 1931年在倫敦劇場開始演出舞台劇；1933年開始演電影。

## 影視作品
- 《大審判》（1982年）
- 《鐵十字勳章 (電影)》 (1977年)
- 《一樹梨花壓海棠 》(1962年)
- 《北西北》(1959年)
- 《地心歷險記 (電影)》(1959年)
- 《星海浮沉錄》（1954年）
- 《海底兩萬哩 (電影)》(1954年)
- 《凱撒大帝》(1953年)
- 《沙漠之鼠》(1953年)
- 《沙漠之狐》(1951年)
- 《包法利夫人》
- 《帽商的城堡》 Hatter's Castle (1942年)

## 花邊新聞
1962年离婚，其后转向欧洲发展，晚年生活在洛桑的vevey，毗邻日内瓦湖